# ریچارد واینبرگر

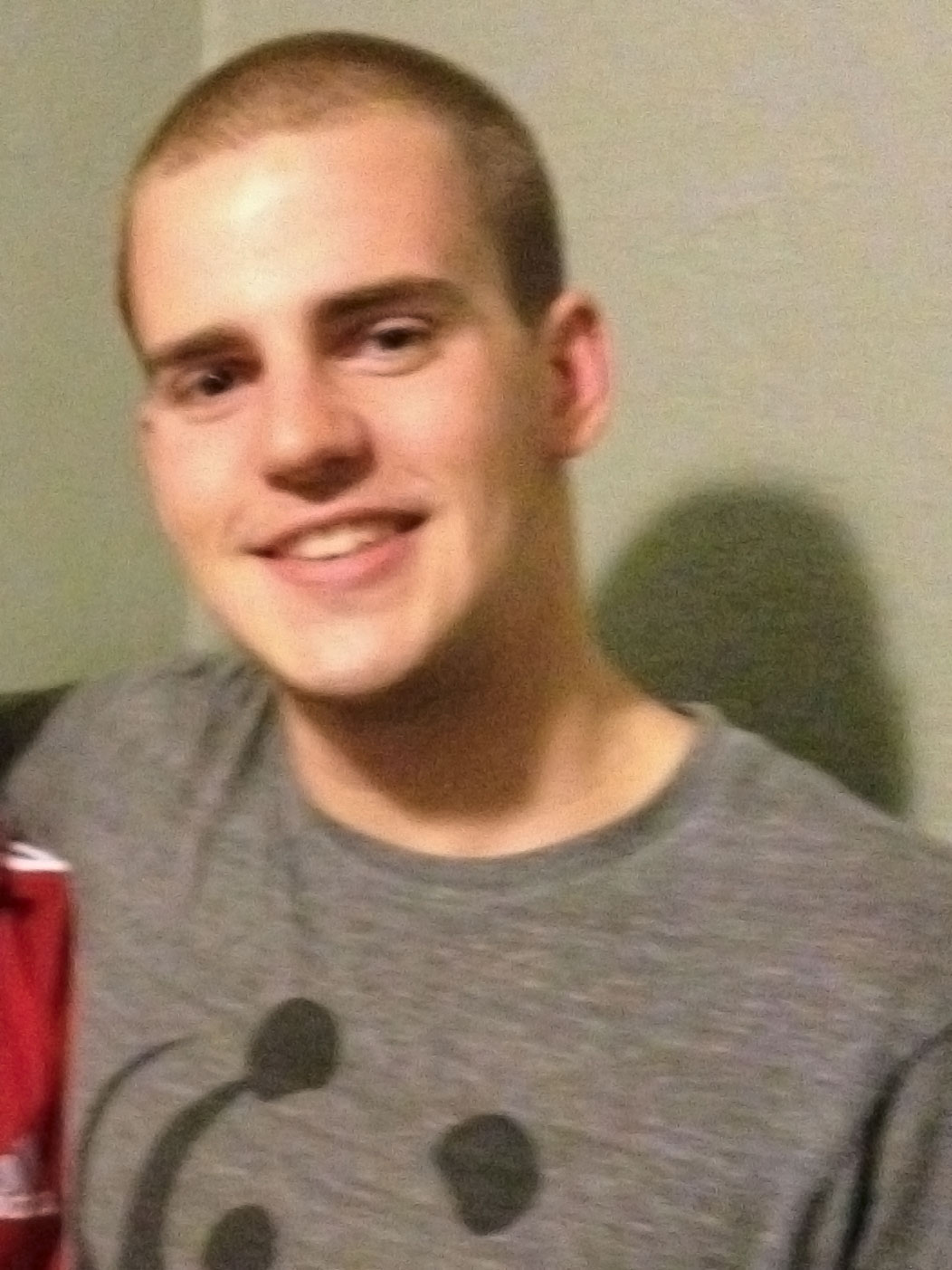
ریچارد واینبرگر، شناگر کانادایی‌تبار - ۲۰۱۷

ریچارد واینبرگر (به انگلیسی: Richard Weinberger) (زادهٔ ۷ ژوئن ۱۹۹۰) شناگر اهل کانادا است.